# Émile Courtin
Pour les personnes ayant le même patronyme, voir Courtin.
Émile Courtin né le 16 décembre 1923 à Soizé (Eure-et-Loir) et mort le 18 janvier 1997 à Nogent-le-Rotrou (Eure-et-Loir) est un peintre français.

## Biographie
Émile Courtin est l'élève de Jean Dupas aux Beaux-Arts de Paris. Il est lauréat de la 23e promotion artistique de la Casa de Velázquez à Madrid,.

## Œuvre
Émile Courtin trouve ses thèmes dans la nature. Les couleurs sont franches, passant progressivement des tons sombres, bleu et vert, de la première période à des couleurs plus claires, jaune et rouge.

## Œuvres dans les collections publiques
Espagne
- Madrid, Casa de Velázquez.

France
- Nogent-le-Rotrou, musée de Nogent-le-Rotrou[6].
- Paris, École nationale supérieure des beaux-arts.

## Expositions
- 1959 : galerie Cardo-Matignon, Paris.
- 1999 : musée de Nogent-le-Rotrou.
- [Quand ?]Hôtel-restaurant Le Plat d’Étain, Brou[7].

## Réception critique
Un critique[Lequel ?] déclare en 1977 : « C'est fort beau et tout plein de lumière »